# ジョージア (原子力潜水艦)
|          |                                                                      |
| 艦歴     |                                                                      |
| 発注     | 1976年2月20日                                                        |
| 起工     | 1979年4月7日                                                         |
| 進水     | 1982年11月6日                                                        |
| 就役     | 1984年2月11日                                                        |
| その後   | 就役中                                                               |
| 母港     | バージニア州ノーフォーク                                             |
| 性能諸元 |                                                                      |
| 排水量   | 水上：16,765 トン 水中：18,750 トン                                  |
| 全長     | 170.69 m (560 ft)                                                    |
| 全幅     | 12.8 m (42 ft)                                                       |
| 喫水     | 11.5 m (38 ft)                                                       |
| 最大速   | 20ノット以上 (37+ km/h)                                              |
| 潜行深度 |                                                                      |
| 機関     | S8G reactor 1基                                                      |
| 乗員     | 士官13名、兵員140名                                                  |
| 兵装     | 21インチ魚雷発射管4門 Mk-48魚雷 BGM-109 トマホーク巡航ミサイル 154発 |
| モットー | Wisdom, Justice, Moderation                                          |
|          |                                                                      |

ジョージア(USS Georgia, SSBN/SSGN-729)は、アメリカ海軍のオハイオ級原子力潜水艦の4番艦。艦名はジョージア州に因んで命名された。その名を持つ艦としてはバージニア級戦艦3番艦(BB-15)以来2隻目。

## 艦歴
ジョージアの建造は1976年2月20日にコネチカット州グロトンのジェネラル・ダイナミクス・エレクトリック・ボート社に発注され、1979年4月7日に起工した。1982年11月6日にシーラ・M・ワトキンズ夫人によって命名、進水し、1984年2月11日にブルー班のA・W・クェスター艦長およびゴールド班のM・P・グレイ艦長の指揮下就役した。

### SSBN

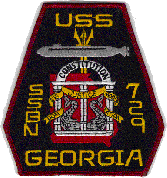
SSBN （原子力弾道ミサイル潜水艦）時代のジョージアのエンブレム

1984年3月から4月にかけてジョージアは整調を行い、1984年4月7日にトライデント C-4潜水艦発射弾道ミサイル3発をアメリカ東部宇宙ミサイルセンターにて発射した。1984年11月に母港のワシントン州バンゴールに到着する。1985年1月にジョージアは最初の戦略抑止哨戒を開始する。1983年9月から1986年5月まで第14.7.1任務ユニットの一部として活動した功績によりジョージアは部隊勲功章を受章した。その後1986年2月から8月までの活動でも部隊勲功章を受章している。
1986年3月22日、ミッドウェー島の近くでジョージアはタグボートセコタ (USS Secota, YTM-417) と衝突する。セコタはジョージアとちょうど乗員の交替を完了した後で、セコタは沈没し、10名の乗組員が救助されたが2名が溺れた。太平洋艦隊の広報担当官はジョージアに損害は無かったとしているが、ハワイに帰投した際に軽微な損傷を緊急修理している。
ジョージアのゴールド班は2001年に第17潜水艦戦隊戦闘効率賞を受賞した。
2003年10月30日にジョージアは65回目、最後の戦略抑止哨戒を完了した。
2003年11月7日、ジョージアはバンゴールでドック入りする。トライデント C-4 ミサイルの撤去時に事故が発生した。撤去作業は16番発射管までスムースに進み、発射管が開けられると梯子が下ろされ、クレーンによってミサイルの引き上げが行われた。作業員は発射管の中でクレーンのカギをミサイルに取り付け、その後梯子を取り外さずに休憩に入った。梯子が装着されたままミサイルが引き上げられたため、ミサイルのノーズコーンに梯子が当たり9インチ(229mm)の穴が空いた。放射性物質が漏出することはなかった。
ミサイル撤去班の下士官兵3名が軍法会議にかけられた。太平洋戦略兵器設備班(Strategic Weapons Facility Pacific, SWFPAC)は直ちに閉鎖され海軍の調査を受けたが、検査をパスできなかった。SWFPACの指揮官キース・ライルス大佐は12月19日に解任され、副官のフィリップ・ジャクソン中佐、兵器士官のマーシャル・ミレット中佐、スティーヴン・ペリー特務曹長が部隊の指揮を執った。SWFPACは2004年1月9日に新任指揮官の下再検査が行われ、その後再開した。ジョージアの乗組員は影響を受けなかった。

### SSGN
ジョージアは2004年3月1日に SSGN （原子力巡航ミサイル潜水艦）に艦種変更された。10月に演習「サイレント・ハンマー」に参加した。
2005年3月にジョージアはノーフォーク海軍造船所入りし、燃料交換が行われた。同時に SSGN への転換が行われ、作業は2008年2月に完了した。
オーバーホール後ジョージアはジョージア州キングズベイ海軍潜水艦基地へ母港を変更した。